# J. J. Cale

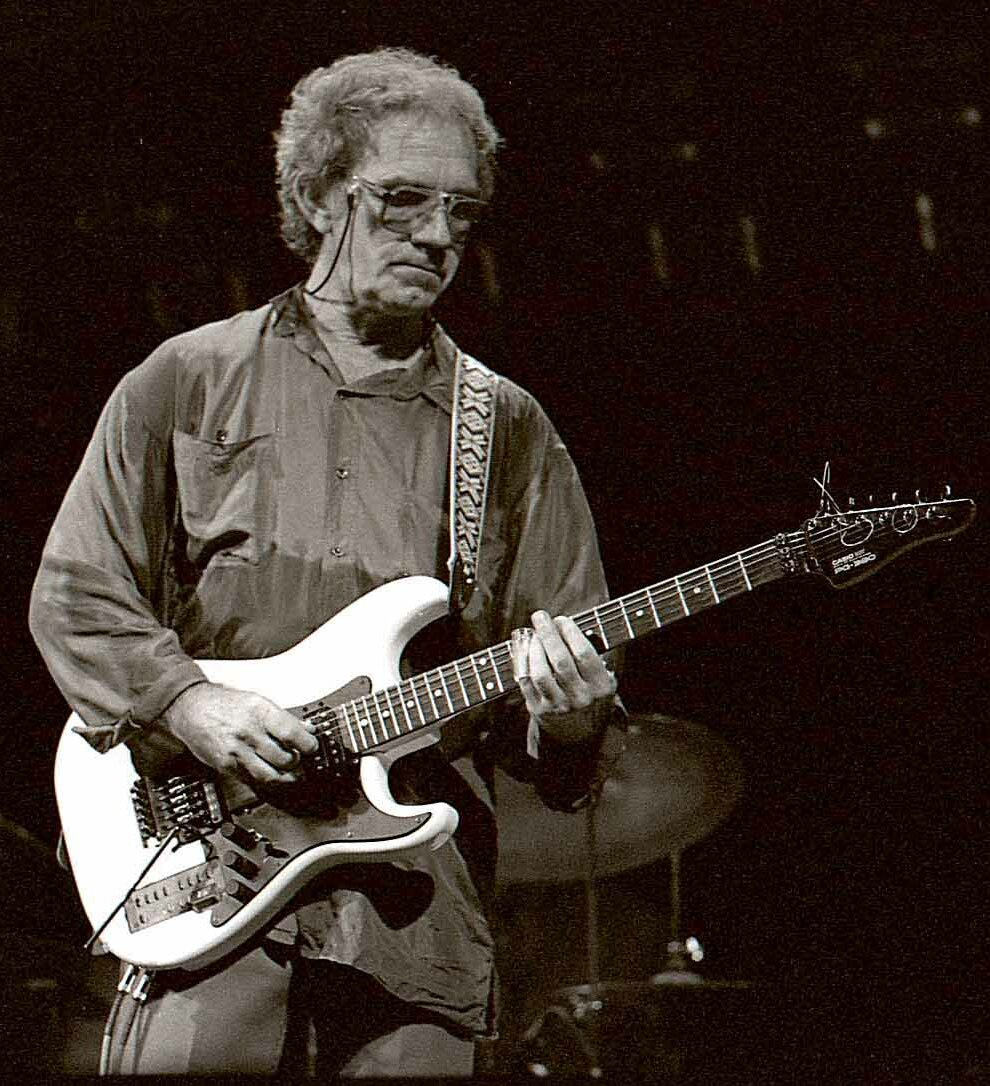
J. J. Cale. vor 2007

John Weldon „J. J.“ Cale (* 5. Dezember 1938 in Oklahoma City, Oklahoma; † 26. Juli 2013 in La Jolla, Kalifornien) war ein US-amerikanischer Musiker und Komponist. Er zählt zu den Begründern des Tulsa-Sounds, stilistisch zwischen Rockabilly, Blues, Jazz und Country einzuordnen. Er spielte oftmals alle Instrumente seiner Aufnahmen selbst.

## Leben
Cale wuchs in Tulsa im US-Staat Oklahoma auf. Der Name J.J. (ohne Leerzeichen und häufig auch ohne Punkte geschrieben) war ein Künstlername, der ihm in seinen Anfangsjahren als Musiker von einem Clubbesitzer des Whisky a Go Go in Los Angeles gegeben wurde, da es bereits den Musiker John Cale (Ex-Velvet Underground) gab. Fälschlicherweise wird selbst in seriösen Quellen (zum Beispiel im All Music Guide to the Blues) der Geburtsname von J. J. Cale mit „Jean Jacques“ angegeben. Diesen Namen hatte ein französischer Journalist ins Spiel gebracht, worauf er dann in einigen Biografien von J. J. Cale genannt wurde.

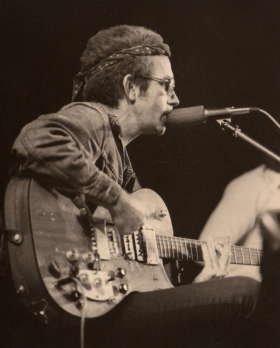
J.J. Cale (1975)

Typisch für Cale sind kurze, eher sparsam instrumentierte Songs. Die Texte sind oft lakonisch und wurden ohne jedes Pathos vorgetragen, so dass seine Musik für typischen Rock zu ruhig ist. Dafür sind die Details der Musik sehr sorgfältig ausgearbeitet. Eric Clapton beschrieb in einem Interview diesen Stil: „… really, really minimal …, it’s all about finesse.“ – „… wirklich sehr minimalistisch …; das Wesentliche sind die Feinheiten.“
Cale ließ sich für die Produktion einer Platte oft mehrere Jahre Zeit und hat in seiner Musik den sogenannten Laid-back-Stil (zurückgelehnt, entspannt) geprägt. Das bedeutet, dass er seine wohldosierten Soli immer leicht hinter dem eigentlichen Beat des jeweiligen Stückes spielte. Der Laid-back-Stil erinnert an den Stil von Billie Holiday, die ihn nach Cales eigenen Aussagen inspirierte.
J. J. Cale und Eric Clapton veröffentlichten im November 2006 das gemeinsame Album The Road to Escondido, das 2008 mit einem Grammy als Best Contemporary Blues Album (Bestes zeitgenössisches Bluesalbum) ausgezeichnet wurde.
Cale war mit der Gitarristin Christine Lakeland (* 1954) verheiratet, die seit 1979 auf seinen Alben mitspielte und an den meisten seiner Touren als Bandmitglied teilnahm. J. J. Cale starb im Juli 2013 in der Nähe von San Diego nach einem Herzinfarkt. Sein Grab befindet sich auf dem Mission San Luis Rey Cemetery in San Diego.

## Rezeption
J. J. Cale, der die Öffentlichkeit eher mied und nur einen eigenen großen Hit hatte (Cocaine, 1977 Platz 22 in Deutschland, Platz 2 in der Schweiz, Platz 5 in Österreich), ist in Musikerkreisen wegen seiner Kompositionen hoch angesehen. Sein Instrumentalstück Okie wurde ab 1975 im SWF3 für lange Zeit als Erkennungsmelodie des Pop Shop mit Frank Laufenberg verwendet.
J.J. Cale wurde insbesondere durch zahlreiche Interpretationen seiner Songs durch andere Musiker bekannt, wie die Coverversionen von After Midnight und Cocaine durch Eric Clapton. 2014 erschien das Album The Breeze – An Appreciation of JJ Cale von Eric Clapton & Friends, das eine Hommage an Cale ist.

## Diskografie
Studioalben

| Jahr | Titel             | Höchstplatzierung, Gesamtwochen, AuszeichnungChartplatzierungen (Jahr, Titel, Platzierungen, Wochen, Auszeichnungen, Anmerkungen) | Höchstplatzierung, Gesamtwochen, AuszeichnungChartplatzierungen (Jahr, Titel, Platzierungen, Wochen, Auszeichnungen, Anmerkungen) | Höchstplatzierung, Gesamtwochen, AuszeichnungChartplatzierungen (Jahr, Titel, Platzierungen, Wochen, Auszeichnungen, Anmerkungen) | Höchstplatzierung, Gesamtwochen, AuszeichnungChartplatzierungen (Jahr, Titel, Platzierungen, Wochen, Auszeichnungen, Anmerkungen) | Höchstplatzierung, Gesamtwochen, AuszeichnungChartplatzierungen (Jahr, Titel, Platzierungen, Wochen, Auszeichnungen, Anmerkungen) | Anmerkungen                                                                |
| Jahr | Titel             | DE | AT | CH | UK | US | Anmerkungen                                                                |
| ---- | ----------------- | --- | --- | --- | --- | --- | -------------------------------------------------------------------------- |
| 1972 | Naturally         | — | — | — | UK— SilberUK | — | Erstveröffentlichung: 1972 Re-Release: 2009                                |
| 1973 | Really            | — | — | — | — | — | Erstveröffentlichung: 1973 Aufnahme: April bis Juli 1972                   |
| 1974 | Okie              | — | — | — | — | — | Erstveröffentlichung: 30. April 1974 Aufnahme: 7. Mai bis 5. Dezember 1973 |
| 1976 | Troubadour        | DE22 (8 Wo.)DE | AT24 (4 Wo.)AT | — | UK53 Silber · (1 Wo.)UK | — | Erstveröffentlichung: September 1976 Verkäufe: + 70.000                    |
| 1979 | 5                 | DE27 (7 Wo.)DE | AT22 (8 Wo.)AT | — | UK40 (6 Wo.)UK | — | Erstveröffentlichung: August 1979                                          |
| 1981 | Shades            | DE37 (11 Wo.)DE | — | — | UK44 (7 Wo.)UK | — | Erstveröffentlichung: Februar 1981                                         |
| 1982 | Grasshopper       | — | — | — | UK36 (5 Wo.)UK | — | Erstveröffentlichung: März 1982 Verkäufe: + 20.000                         |
| 1983 | #8                | — | — | — | UK47 (3 Wo.)UK | — | Erstveröffentlichung: September 1983                                       |
| 1989 | Travel-Log        | — | — | CH29 (2 Wo.)CH | — | US131 (10 Wo.)US | Erstveröffentlichung: 6. November 1989                                     |
| 1992 | Number 10         | — | — | — | UK58 (2 Wo.)UK | — | Erstveröffentlichung: 7. September 1992                                    |
| 1994 | Closer to You     | — | — | CH50 (1 Wo.)CH | — | — | Erstveröffentlichung: 30. Mai 1994 Verkäufe: + 60.000                      |
| 1996 | Guitar Man        | — | — | — | — | — | Erstveröffentlichung: 25. Juni 1996                                        |
| 2004 | To Tulsa and Back | DE82 (6 Wo.)DE | — | CH99 (1 Wo.)CH | — | — | Erstveröffentlichung: 7. Juni 2004                                         |
| 2009 | Roll On           | DE32 (7 Wo.)DE | AT62 (1 Wo.)AT | CH53 (4 Wo.)CH | — | — | Erstveröffentlichung: 24. Februar 2009                                     |
| 2019 | Stay Around       | DE9 (6 Wo.)DE | AT15 (1 Wo.)AT | CH3 (10 Wo.)CH | — | — | Erstveröffentlichung: 26. April 2019                                       |

grau schraffiert: keine Chartdaten aus diesem Jahr verfügbar

## Coverversionen (Auswahl)
| Lied                     | Künstler |
| ------------------------ | --- |
| Anyway the Wind Blows    | Bill Wyman’s Rhythm Kings, Brother Phelps |
| After Midnight           | Eric Clapton, Chet Atkins, Sérgio Mendes, Merl Saunders mit Jerry García, Reiner Schöne („So um Mitternacht“), The Seldom Scene, The Yardbirds, John Mayer        |
| Bringing It Back         | Kansas, Lynyrd Skynyrd |
| Cajun Moon               | Eric Clapton, Randy Crawford, Igor Flach, Herbie Mann, Maria Muldaur, Poco, Chris Spedding                                                                        |
| Call Me the Breeze       | Eric Clapton, The Allman Brothers Band, Bobby Bare, Johnny Cash, David Allan Coe, Dr. Hook, Waylon Jennings, Lynyrd Skynyrd, Tom Petty, John Mayer, Spiritualized |
| Clyde                    | Dr. Hook, Waylon Jennings |
| Cocaine                  | Eric Clapton, Joe Cocker, Nazareth |
| Crazy Mama               | Eric Clapton, The Band, Larry Carlton, Redbone, Johnny Rivers |
| I Got the Same Old Blues | Eric Clapton, Bobby „Blue“ Bland, Bryan Ferry, Freddie King, Lynyrd Skynyrd, Captain Beefheart                                                                    |
| Magnolia                 | Eric Clapton, José Feliciano, David Kitt, Poco, Chris Smither, Pat Travers                                                                                        |
| Mama Don’t               | Francis Cabrel („Madame n’aime pas“), Klaus Lage („Mama“) |
| Right Down Here          | Asha Puthli |
| The Sensitive Kind       | Eric Clapton, John Mayall, Carlos Santana, Калинов Мост |
| Travelin’ Light          | Eric Clapton, Widespread Panic |
| You Keep Me Hangin’ On   | Kevin Ayers, Diamond Jack And The Queen Of Pain |

## Dokumentarfilm
- Auf Tour mit J. J. Cale. To Tulsa and Back (Alternativtitel: To Tulsa and Back – On Tour with J. J. Cale) Dokumentarfilm, Deutschland, 2005, 88 Min., Buch und Regie: Jörg Bundschuh, Produktion: Kick Film.[8][9]